# شهرستان هابرو
شهرستان هابرو یک منطقهٔ مسکونی در اریتره است که در منطقه آنسبا واقع شده‌است.